# Давід Меллер
Давід Меллер (нім. David Möller; 13 січня 1982, м. Зоннеберг, Німеччина) — німецький саночник, який виступає в санному спорті на професійному рівні з 1999 року. Є дебютантом національної команди, як учасник зимових Олімпійських ігор і здобув срібну медаль для команди в них, а також володар численних нагород на світових форумах саночників був 4 рази чемпіоном світу в цьому виді спорту (дві золоті медалі 2004 та ще дві в 2007 році).